# DNA (Kendrick Lamar)
DNA è un brano musicale del rapper statunitense Kendrick Lamar, seconda traccia del quarto album in studio Damn, pubblicato il 14 aprile 2017.

## Video musicale
Il video musicale è stato diretto da Nabil Elderkin e dai The Little Homies, di cui fa parte lo stesso Kendrick Lamar, ed è stato pubblicato il 18 aprile 2017.
Il video si apre con Don Cheadle che entra in una stanza degli interrogatori, dove Lamar viene tenuto come prigioniero collegato ad una macchina della verità. Dopo aver deriso il rapper, Cheadle attiva la macchina della verità, facendo iniziare la canzone. Per gran parte del video, dove i due si impegnano in una battaglia rap, Kendrick riesce a battere Cheadle. Successivamente, il rapper si unisce insieme ai suoi amici, tra cui il rapper statunitense Schoolboy Q. Il video termina con una lunga scena in slow motion, nella quale Schoolboy Q sferra un forte pugno alla fotocamera. Le scritte finali son state scritte in cinese, con il nome di Kendrick sottotitolato 功夫肯尼 (Kung Fu Kenny, nome alternativo usato quasi in tutto l'album).

## Tracce
Testi e musiche di Kendrick Duckworth, Michael Williams II.
1. DNA – 3:05